# Amici della Siria
Il Gruppo degli Amici della Siria è un collettivo diplomatico internazionale convocato periodicamente sul tema della Siria al di fuori del Consiglio di Sicurezza. È stato creato in risposta al veto di Russia e Cina a una risoluzione del Consiglio di Sicurezza che condannava la Siria. Il presidente degli USA Barack Obama ha affermato che l'organizzazione è stata fondata dagli Stati Uniti.
Il gruppo è stato proposto dall'allora presidente francese Nicolas Sarkozy e la sua prima riunione si è tenuta il 24 febbraio 2012 a Tunisi. La seconda riunione si è tenuta il 1º aprile 2012 a Istanbul. La terza riunione ha avuto luogo a Parigi all'inizio a partire dal 6 luglio 2012. La quarta riunione si è tenuta a Marrakech il 12 dicembre 2012. La quinta riunione si è tenuta il 22 giugno 2013 a Doha. La sesta riunione si è tenuta l'8 settembre 2013 a Roma.

## Partecipanti
I partecipanti alle prime quattro riunioni sono i seguenti:

### Paesi
- Albania
- Algeria
- Arabia Saudita
- Argentina
- Armenia
- Australia
- Austria
- Bahrein
- Belgio
- Belize
- Bosnia ed Erzegovina
- Brasile
- Bulgaria
- Camerun
- Canada
- Cile
- Cipro
- Colombia
- Corea del Sud
- Costa Rica
- Croazia
- Danimarca
- Egitto
- El Salvador
- Emirati Arabi Uniti
- Estonia
- Filippine
- Finlandia
- Francia
- Georgia
- Germania
- Giappone
- Gibuti
- Giordania
- Grecia
- Guatemala
- Haiti
- Honduras
- India
- Indonesia
- Iraq
- Irlanda
- Islanda
- Italia
- Kirghizistan
- Kosovo
- Kuwait
- Lettonia
- Libano
- Libia
- Lituania
- Lussemburgo
- Malaysia
- Malta
- Marocco
- Mauritania
- Messico
- Moldavia
- Nigeria
- Norvegia
- Nuova Zelanda
- Oman
- Paesi Bassi
- Pakistan
- Palestina
- Panama
- Paraguay
- Perù
- Polonia
- Portogallo
- Qatar
- Regno Unito
- Rep. Ceca
- Rep. Dominicana
- Romania
- Sierra Leone
- Singapore
- Slovenia
- Spagna
- Stati Uniti
- Sudafrica
- Svezia
- Timor Est
- Tunisia
- Turchia
- Ucraina
- Ungheria
- Uruguay

### Riunione di Doha 22 giugno 2013
Le atrocità commesse da alcuni gruppi di ribelli siriani, la mancanza di accordo fra le diverse fazioni, e le sconfitte militari hanno molto indebolito la partecipazione a questo comitato. All'ultima riunione di questo comitato hanno partecipato solo i seguenti paesi:
- Arabia Saudita
- Emirati Arabi Uniti
- Francia
- Germania
- Giordania
- Italia
- Qatar
- Regno Unito
- Stati Uniti
- Turchia

### Osservatori
- Città del Vaticano

### Opposizione siriana
- Consiglio nazionale siriano

### Organizzazioni internazionali
- Consiglio di Cooperazione del Golfo
- Lega Araba
- Organizzazione della Cooperazione Islamica
- Organizzazione delle Nazioni Unite
- Unione Africana
- Unione del Maghreb Arabo
- Unione europea